# Galdieria partita
Galdieria partita ist eine Art (Spezies) einzelliger extremophiler Rotalgen, die in sauren Thermalquellen vorkommt.
Sie ist die einzige einzellige Rotalgenart, von der bekannt ist, dass sie sich geschlechtlich fortpflanzt (Stand Oktober 2022).
Sie wurde 1894 von Josephine Elizabeth Tilden im Yellowstone-Nationalpark im Westen der USA entdeckt.
Sie wurde ursprünglich als eine Spezies der Grünalgengattung Chroococcus, nämlich Chroococcus varium beschrieben, ihr wissenschaftlicher Name und ihre taxonomische Position wurden jedoch mehrmals geändert. Im Jahr 1959 stellte Mary Belle Allen erstmals eine Reinkultur her, die als „Allen-Stamm“ verbreitet wurde.

## Forschungsgeschichte
Josephine Elizabeth Tilden, die erste Frau, die an der Universität von Minnesota lehrte, untersuchte 1894 die Algen des Yellowstone-Nationalparks in Wyoming.
Zu ihrer Sammlung gehörte eine Spezies, die sie als Grünalge identifizierte. Im Jahr 1898 gab sie ihr den Namen Protococcus botryoides f. caldarium (zur Grünalgengattung Protococcus).
Die österreichischen Biologen Lothar Geitler und Franz Ruttner revidierten 1936 die Identifizierung als Blaualge (heute: Cyanobakterium) und gaben ihr den Namen Cyanidium caldarium. Etwa zur gleichen Zeit schuf Joseph J. Copeland den Gattungsnamen Pluto mit Pluto caldarius.
Es begann eine Kontroverse über die Priorität, aber Cyanidium caldarium setzte sich zunächst durch und genoss die größere Verbreitung.
Mary Belle Allen hatte während ihrer Arbeit an der Meeresstation der Stanford University die Methode zur Kultivierung thermophiler (bei hohen Temperaturen lebender) Mikroben entwickelt.
1952 entwickelte sie ein spezielles Kulturmedium für thermophile Algen, mit dem sie eine bis dahin noch „nicht identifizierte einzellige Alge“ aus dem sauren Wasser der Lemonade Spring, The Geysers, Sonoma County, Kalifornien, isolierte.
1958 verglich sie während ihrer Arbeit am Laboratory of Comparative Physiology and Morphology des Kaiser Foundation Research Institute in Richmond, Kalifornien, die thermophilen Algen der Lemonade Spring mit denen des Yellowstone-Nationalparks. Damit stellte sie, wie 1959 berichtet, die erste Reinkultur des Cyanidium caldarium her. Diese Reinkultur wurde danach unter der Bezeichnung „Allen-Stamm“ verbreitet.
1991 verglich Olga Yu. Sentsova von der Staatlichen Universität Moskau (Lomonossow-Universität) eine Probe des Allan-Stammes mit einem neuen Isolat, das von der Halbinsel Kamtschatka im Fernen Osten Russlands stammte.
Sie bestätigte, dass sich beide Stämme von anderweitigen Stämmen von Cyanidium caldarium (Familie Cyanidiaceae) unterschieden und revidierte daraufhin deren wissenschaftliche Bezeichnung zu Galdieria partita, zusammen mit der Beschreibung von zwei weiteren neuen Arten, G. daedala und G. maxima; die Gattung Galdieria war zuvor 1981 von dem italienischen Botaniker Aldo Merola zusammen mit der Rotalgenspezies G. sulphuraria aufgestellt worden.

## Stämme
Gattung: Galdieria Merola, 1982
- Spezies: Galdieria partita O.Yu.Sentsova, 1991[19]
  - Stamm: Allen[5]
– Fundort: Lemonade Spring, The Geysers, Sonoma County, Kalifornien
  - Stamm: NBRC102759 (mit Schreibvariante NBRC 102759)[3]
– Fundort: Kodakarajima, Nansei-Inseln, Präfektur Kagoshima, Japan[20]
  - Stamm: THAL043
– Fundort: Datun-Vulkangruppe, Nord-Taiwan[21]

## Habitat
G. partita ist ein thermoacidophiler (hitze- und säureliebender) Organismus und kommt in Umgebungen mit hohen Temperaturen und hohem Säuregehalt vor. Die Spezies kommt in heißen Quellen im Yellowstone-Nationalpark in den USA, auf der Halbinsel Kamtschatka im Fernen Osten Russlands und im Gebiet der Datun-Vulkangruppe auf Taiwan vor.
Die heißen Quellen im Yellowstone-Nationalpark haben einen hohen Säuregehalt mit einem pH-Wert von 2,5 bis 3 und einer Temperatur von 28 bis 90 °C.
Die heißen Quellen auf Kamtschatka können einen pH-Wert von bis zu 1,5 und Temperaturen von 50 bis 99 °C aufweisen.

## Beschreibung

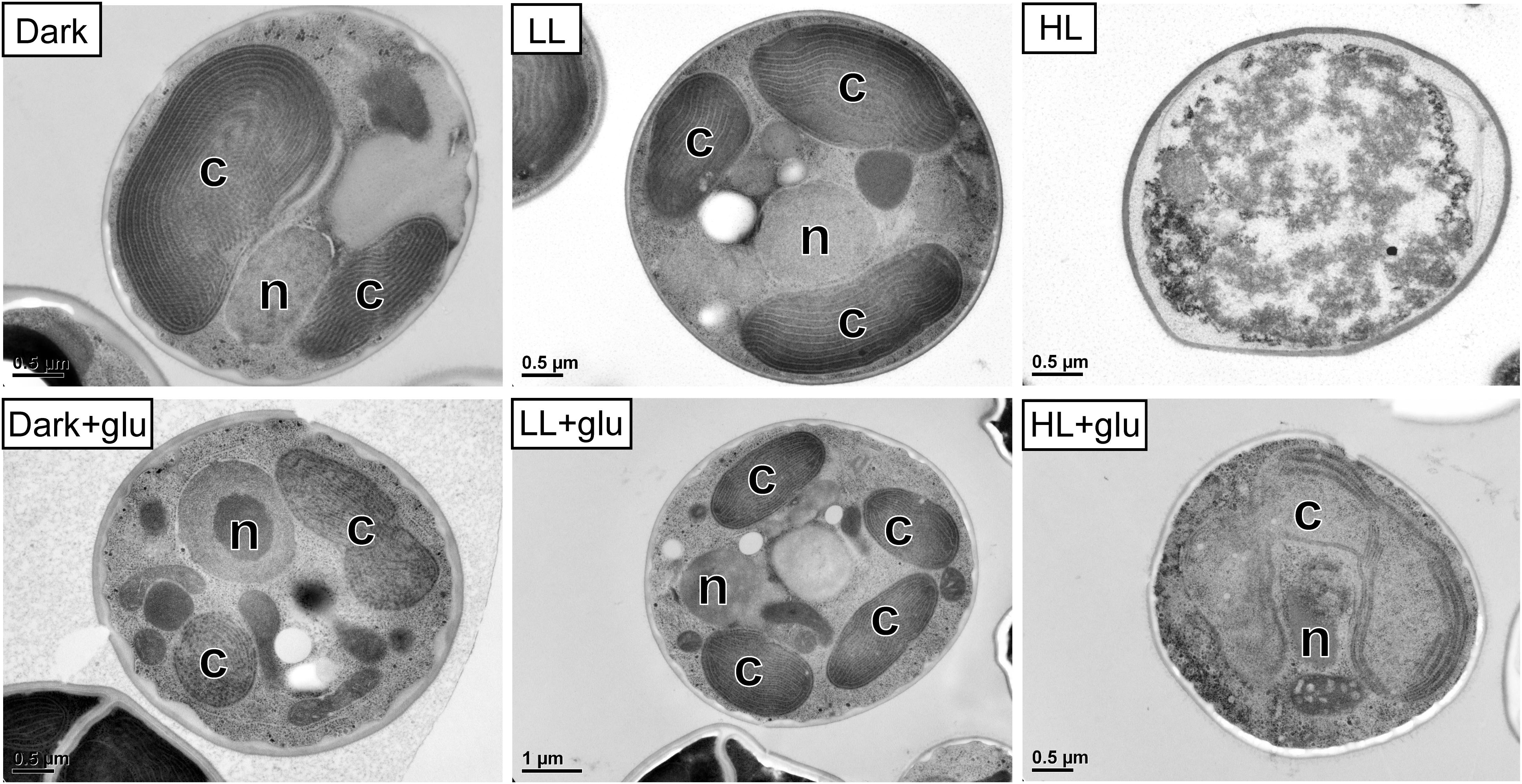
Zellen von G. partita unter verschiedenen Wachstumsbedingungen. c: Chloroplast (Rhodoplast); glu: Glukose; HL: starke Lichtquelle; LL: schwache Lichtquelle; n: Zellkern.

G. partita ist einzellig mit einer starren Zellwand und hat eine ungefähr kugelförmige Gestalt mit einem Durchmesser von 2,5 bis 8 μm. Die Zellen des Allen-Stamms sind in Kultur etwas größer und können bis zu 10 bis 11 μm groß werden. Es gibt ein einzelnes halbmondförmiges Mitochondrium und eine einzelne Vakuole.
Der Zellkern ist deutlich sichtbar, und der Rest des Zytoplasmas wird größtenteils von einem einzelnen Chloroplasten (Rhodoplasten) eingenommen.
Der Chloroplast ist bei jungen Individuen gürtelförmig und wird in reifen Zellen vierlappig.
Wegen des großen und den optischen Eindruck bestimmenden Chloroplasten wurde G. partita früher zu den Grünalgen oder „Blaualgen“ (Cyanobakterien) klassifiziert. Sie benötigt Licht, mit dem sie neben Chlorophyll auch Phycocyanin produzieren, während dies bei Grünalgen und Cyanobakterien nicht der Fall ist:
Rotalgen sind normalerweise durch Phycobiline wie Phycoerythrin (chromophore Gruppe: Phycoerythrobilin, rot oder Phycourobilin, orange) oder Phycoerythrocyanin (chromophore Gruppe: Phycobiliviolin, magenta).
G. partita bildet stattdessen das violette Pigment Phycocyanin (chromophore Gruppe: Phycocyanobilin) – weil sie nicht die charakteristische rote oder orange Farbe zeigen, wurden diese Mikroben zunächst nicht als Rotalgen erkannt.

## Stoffwechsel
G. partita ist fakultativ heterotroph, der sich (besonders) unter schwachen Lichtverhältnissen von verschiedenen Nährstoffen ernährt, kann aber im Gegensatz zu manchen anderen Galdieria-Arten auch unter Sonnenlicht gut wachsen.
Die Spezies nutzt vor allem Zitronensäure als Nährstoff und Quelle für Kohlenstoff und Energie.
Ein Glukosespiegel in der Umgebung hilft der Mikrobe sich vor oxidativem Stress zu schützen, indem dies die Biosynthese von Ascorbinsäure stimuliert.

## Reproduktion
Die ungeschlechtliche Vermehrung erfolgt durch die Bildung von Sporen (Endosporen).
Die Mutterzelle teilt sich intern (innerhalb der Zellwand), wobei sich der Chloroplast zuerst teilt und danach der Zellkern. Die Tochterzellen werden nach dem Aufbrechen der Wand der Mutterzelle freigesetzt.
Die Tochterzellen werden als Autosporen bezeichnet und teilen sich ein- bis dreimal aufeinanderfolgend, so dass insgesamt 2, 4 oder 8 Zellen entstehen.
Der Lebenszyklus von G. partita wurde von Hirooka et al. 2022 genauer untersucht. Die Mikroalge war, so wie man sie bis dato kannte, immer mit einer dicken, starren Zellwand umgeben. Diese Form stellte sich bei den Untersuchungen als diploide Form (mit doppeltem Chromosomensatz) heraus, die unter geeigneten Bedingungen in eine zellwandlose haploide Lebensphase (mit einfachem Chromosomensatz) übergehen kann, welche ihrerseits einen sexuellen Fortpflanzungsprozesses einleitet. Dem Team gelang es, das zellwandlose Haploid stabil zu vermehren und das Haploid wieder in ein Diploid zu verwandeln.
Die Entdeckung eines Prozesses der sexuellen Fortpflanzung bei Mikroalgen bedeutet, dass diese schon früh in der Evolution von Algen und Pflanzen aufgetreten sein muss. Sie ist daher ein wichtiger Schritt im Verständnis der Evolution der Mikroalgen.
Bei einigen einzelligen Algen, die zu den Vorfahren der Landpflanzen gehören, war sexuelle Fortpflanzung war zuvor zwar bereits bekannt, sie konnte aber bis dato bei vielen anderen einzelligen Algen, die sich früh in der Evolution entwickelt hatten, noch nicht nachgewiesen werden – der Ursprung und die Evolution der sexuellen Fortpflanzung bei Pflanzen blieben damit im Dunkeln.
Andererseits könnte diese Entdeckung den Weg für Anwendungen in der Biotechnologie ebnen, denn die Vermehrung des zellwandlosen Haploids erlaubt Erzeugung genetisch modifizierter Linien.
So ist es uns beispielsweise gelungen, durch Phycocyanin blau gefärbte G. partita zu erzeugen, die in der Natur nicht vorkommen.

## Anwendungen und Biotechnologie
Da G. partita in der gewöhnlichen diploiden Lebensphase von einer dicken und starren Zellwand umgeben ist, würde Gewinnung ihres Zellinhalts eine energieintensive physikalische Verarbeitung erfordern. Darüber hinaus erschwert auch die genetische Modifikation der Mikroalge, um sie an die gewünschten Erfordernisse (besser) anzupassen.
Die Entdeckung einer zellwandlosen haploiden Lebensphase bei G. partita durch Higuchi und Miyagishima könnte zu neuen industriellen Anwendungen dieser Mikroalge führen, die von der Abwasserbehandlung bis zur Herstellung von Lebensmittelzutaten und Pigmenten reichen.
Zellwandlos ist zwar auch die verwandte Rotalgenspezies Cyanidioschyzon merolae (Cyanidiaceae), die ebenfalls in heißen Quellen zu finden ist, und die auch bereits gentechnischen Veränderungen unterzogen wurde. Sie benötigt aber wie das Cyanobakterium Spirulina Licht zum Wachsen und ist daher ebenfalls nicht im selben Maß für solche Einsatzzwecke geeignet.